# Nutsbedrijf

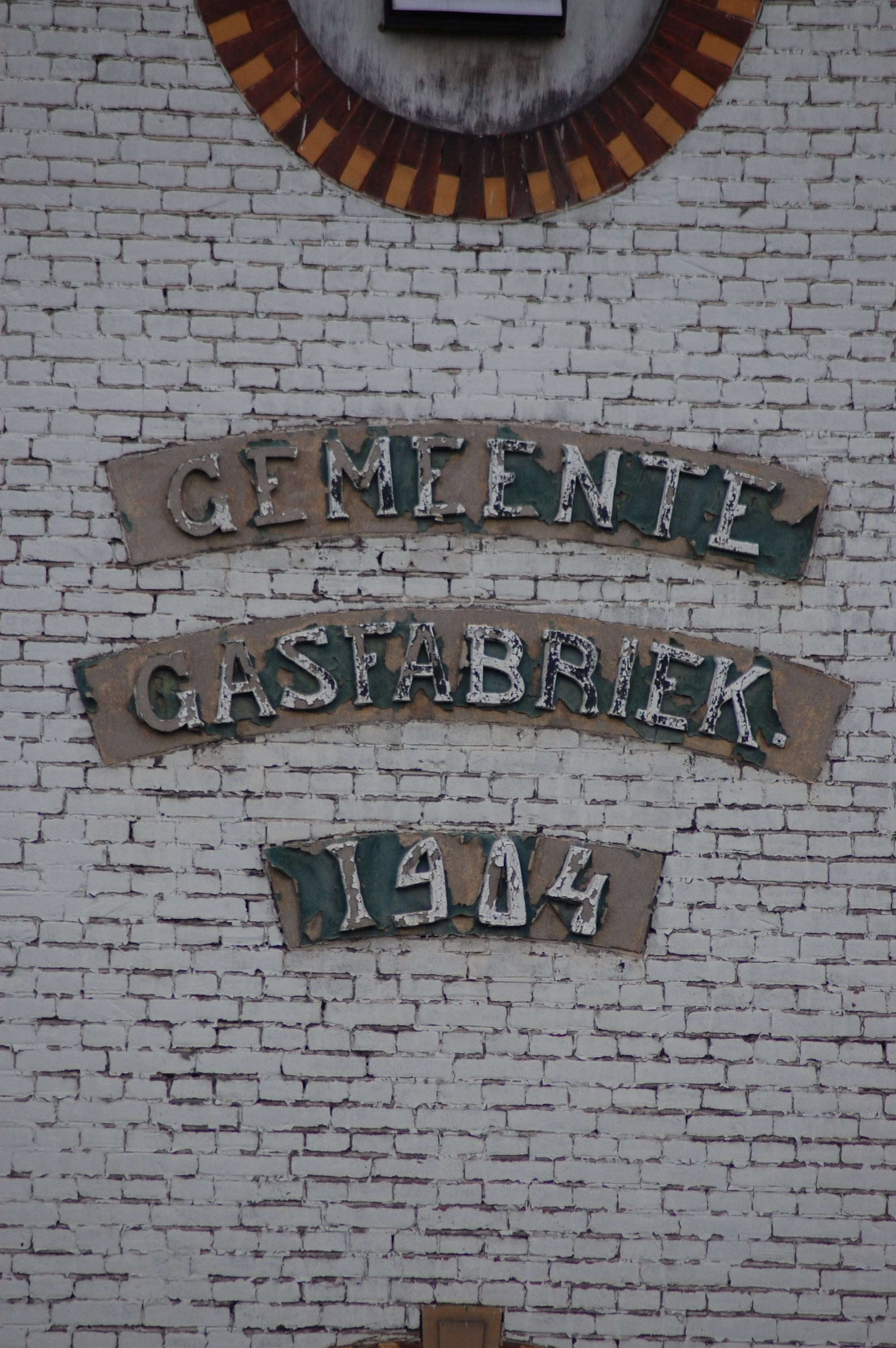
Gevel voormalige gasfabriek in Ede

Een nutsbedrijf is een bedrijf dat, vaak vanuit een monopoliepositie, in een sector opereert, die van openbaar nut wordt geacht. De onderneming levert belangrijke producten of diensten, die in het algemeen belang zijn. Om die reden zijn nutsbedrijven onderworpen aan strenge regels, zoals aan maximumprijzen. De geleverde voorzieningen worden nutsvoorzieningen genoemd.
Enkele basisvoorzieningen zijn:
- Elektriciteit, stroom of licht
- Aardgas, kortweg gas. Wegens het niet duurzame ervan wordt deze voorziening in onder meer Nederland geleidelijk afgeschaft en door bijvoorbeeld warmtedistributie vervangen.
- Drinkwater.

De combinatie gas, water en licht wordt soms afgekort als GWL, maar ook de afkorting EGW, elektriciteit, gas en water komt voor. De netbeheerders die hiervoor zorgen en de gemeentelijke energiebedrijven en provinciale elektriciteitsbedrijven zijn nutsbedrijven. Veel woningen hebben verder als communicatievoorzieningen een vaste telefoonaansluiting, ook voor internet en kabel, dus voor kabeltelevisie en kabelinternet. Nutsbedrijven omvatten in ruimere zin ook een deel van de communicatiesector: de post en mobiele telefonie vallen eronder en van de transportsector: het openbaar vervoer en het goederenvervoer per spoor. In het verleden maakten diverse nutsbedrijven ook gebruik van smalspoor.  
Veel nutsbedrijven werden in de 19e en 20e eeuw door de overheid opgericht om op die manier de voorziening van de betrokken goederen en diensten veilig te stellen en als instrument om een economische en sociale politiek te kunnen voeren in het kader van een gemengde economie.
- De contractvrijheid van openbare nutsbedrijven in België wordt beperkt in die zin dat ze gehouden zijn te contracteren met partijen die hierom vragen, alsook voldoen aan de toetredingsvoorwaarden.
- De sociale woningbouw werd in Nederland ook lang als noodzakelijke nutsvoorziening gezien en ontwikkeld door gemeente, semi-overheidsbedrijven of verenigingen zonder winstoogmerk die subsidies van het Rijk of Gemeente kregen.
- De markten waarop nutsbedrijven in de Europese Unie opereren worden sinds de jaren tachtig langzamerhand gedeeltelijk of volledig opengesteld voor concurrentie, wat de druk om ze te privatiseren, of voor een deel, doet toenemen.

Stadtwerke is een voorbeeld van een nutsbedrijf in Duitsland.